# Christopher Turk
Dr. Christopher Duncan Turk, más conocido como "Turk" es un personaje ficticio interpretado por Donald Faison de la serie norteamericana Scrubs. Turk apareció en todos los episodios de la serie excepto en tres episodios de la temporada 8, "My Saving Grace", "My New Role" y " My Lawyer's in Love". Faison es el único miembro del reparto original, además de John C. McGinley, que regresó para la temporada 9 como miembro regular del reparto.

## Descripción general
Comúnmente conocido por su apellido, "Turk" es el mejor amigo y excompañero de cuarto del protagonista de la serie, JD (Zach Braff). Turk era compañero de cuarto de JD en el College of William and Mary y en la facultad de medicina, y los dos tienen una relación extremadamente estrecha, que se describe mejor como "amor de chicos" en el episodio de la temporada 6 "My Musical".  JD afirma que el segundo nombre de Turk, Duncan, fue elegido debido al amor de su padre por las donas.
Comenzando en la temporada 1 como pasante de cirugía, asciende hasta convertirse en cirujano asistente (temporada 5) y luego en jefe de cirugía (temporadas 8 y 9) en el Hospital Sacred Heart, donde se desarrolla la serie. En la temporada 1, comienza a salir con Carla Espinosa (Judy Reyes), la jefa de enfermeras; al final de la temporada 3, se casan. Él y Carla tienen una hija pequeña, Isabella ("Izzy"), así como otra hija mencionada en las temporadas 8 y 9.

## Relaciones con otros personajes

### J.D
Turk es el mejor amigo de J.D, fueron compañeros de cuarto durante la universidad, y vivieron juntos en un apartamento. Ambos disfrutan bailando "el robot". A J.D le gusta decir que el segundo nombre de Turk es porque su padre adoraba las rosquillas Dunkin' Donuts, y a Turk le gusta decir que es primo de Tiger Woods. Él y J.D tienen un perro disecado, llamado "Rowdy", pero lo tratan como si estuviera vivo, dándole de beber, hablándole como si pudiera responder, etc. Si es que tienen un robot, lo llamarían Tupac. J.D era el primer candidato para ser el padrino del hijo de Turk.

### Carla
Cuando Turk llegó al hospital, fue el primero en invitar a salir a Carla, se acostaron en el episodio "My two Dads", y más tarde se supo que en realidad se amaban. La relación comenzó a fallar en el episodio "My Overkill" cuando Carla descubre que el Dr. Cox sentía algo por ella, pero ella volvió a confiar en él. En la temporada 2, la relación volvió a empeorar cuando ella se confundió cuando Turk se le propuso, pero Carla aceptó. Pasaron toda la temporada 3 planeando su boda, y se casaron en el final de temporada, con ciertas complicaciones.
En la temporada 4 su matrimonio comenzó a fallar cuando Carla encontró a Turk hablando con una exnovia. Cuando se separaron, Carla se emborrachó y besó a J.D, pero pronto Turk y Carla resolvieron sus problemas y en la temporada 5, tratan de tener un hijo, lo que finalmente consiguieron en el episodio "My Bright Idea"

## Sobrenombres
Sobrenombres: Gandhi por el Dr. Cox, Turkleton por el Dr. Kelso,
Turk Turkleton por el Dr. Kelso ebrio, Brown Bear (Oso café) por J.D, Sea Bear por J.D, Chocolate Bear (Oso de chocolate) por J.D y algunas veces Carla, Mocha Bear, black whale, SCB (Super Chocolate Bear), Negro Amigo, Baldie, Bomboncito (por Carla) T-Diddy, Butt-Face, Baby, Superman y Batman (por el Dr. Kelso, en un episodio).